# Księdza Góra
Księdza Góra (ok. 465 m) – wzgórze na Wyżynie Częstochowskiej. Znajduje się na północny zachód od zabudowanych obszarów wsi Ryczów w województwie śląskim, w powiecie zawierciańskim, w gminie Ogrodzieniec{.
Wzgórze porośnięte jest lasem, ale w jego szczytowych partiach jest trawiasty, otwarty obszar, na którym wznosi się porastający krzakami wapienny ostaniec.
Po południowo-wschodniej stronie wzgórza prowadzi szlak turystyczny.

## Szlak turystyczny
Ryczów – Księdza Góra – Skałki – Cisownik – Żelazko (kaplica).